# Community
Community (2009–2015) – amerykański serial komediowy nadawany przez stację NBC od 17 września 2009 roku do 2 czerwca 2015 roku. W Polsce nadawany od 29 sierpnia 2011 roku na kanale Fox Polska.
10 maja 2013 NBC przedłużyło serial o piąty sezon.
9 maja 2014 roku, stacja NBC oficjalnie ogłosiła anulowanie serialu  Community, 6 sezon został nagrany przez Yahoo! Screen
W lipcu 2016 roku, twórca serialu Dan Harmon powiedział, że powstanie film „Community”. 30 września 2022 roku stacja NBC zapowiedziała premierę filmu na rok 2023.

## Opis fabuły
Zawieszony w prawie wykonywania zawodu adwokat Jeff Winger (Joel McHale) musi wrócić na uczelnię, by zdobyć  dyplom. Idąc na łatwiznę zapisuje się na prowincjonalny Greendale Community College, gdzie studiują najsłabsi absolwenci liceów, gospodynie domowe i emeryci. W wyniku zabawnego zbiegu okoliczności Jeff angażuje się w prawdziwe życie studenckie wypełnione protestami, zabawą, romansami, a czasem nawet... nauką.

## Obsada
- Joel McHale jako Jeff Winger
- Gillian Jacobs jako Britta Perry
- Danny Pudi jako Abed Nadir
- Yvette Nicole Brown jako Shirley Bennett
- Alison Brie jako Annie Edison
- Donald Glover jako Troy Barnes
- Ken Jeong jako Ben Chang
- Chevy Chase jako Pierce Hawthorne
- Jim Rash jako Dziekan Craig Pelton

## Spis odcinków
| Sezon | Sezon | Odcinki | Oryginalna emisja | Oryginalna emisja | Oryginalna emisja | Oryginalna emisja | Oryginalna emisja |
| Sezon | Sezon | Odcinki | Premiera sezonu   | Finał sezonu      | Premiera sezonu   | Finał sezonu      |                   |
| ----- | ----- | ------- | ----------------- | ----------------- | ----------------- | ----------------- | ----------------- |
|       | 1     | 25      | 17 września 2009  | 20 maja 2010      | 29 sierpnia 2011  | 21 listopada 2011 |                   |
|       | 2     | 24      | 23 września 2010  | 12 maja 2011      | 21 listopada 2011 | 6 lutego 2012     |                   |
|       | 3     | 22      | 22 września 2011  | 17 maja 2012      | 26 kwietnia 2012  | 5 lipca 2012      |                   |
|       | 4     | 13      | 7 lutego 2013     | 9 maja 2013       | 24 kwietnia 2013  | 5 lipca 2013      |                   |
|       | 5     | 13      | 2 stycznia 2014   | 17 kwietnia 2014  | 9 kwietnia 2014   | 21 maja 2014      |                   |
|       | 6     | 13      | 17 marca 2015     | 2 czerwca 2015    | 14 kwietnia 2015  | 7 lipca 2015      |                   |